# Martin Frobisher
Sir Martin Frobisher (død 22. november 1594) var en engelsk admiral og søfarende, der blev berømt ved sine rejser for at finde en passage nordvest om Amerika. Efter 15 års arbejde med at få en ekspedition i gang lykkedes det ham i 1576. Den 15. juni afsejlede han fra Blackwall med to små skibe, "Gabriel" og "Michael", hvert på omkring 25 t og en dæksbåd på 10 t med i alt 34 mand og proviant til et år. Han sejlede mod nordvest, til han fik Grønlands østkyst i sigte, men han antog, at dette land var den på Zeni-kortet tegnede ø "Frisland". Snart efter forliste dæksbåden, og "Michael" vendte om og sejlede hjem, men Frobisher fortsatte uforfærdet sin rejse i "Gabriel". Den 21. juli (31. efter ny tidsregning) kom han ind i et formentligt stræde, der opkaldtes efter ham (den nuværende Frobisher Bugt, af de indfødte kaldt Tinikdjuarbiusirn), ind i hvilket han sejlede omtrent 100 sømil. Han antog, at landet, han havde på nordsiden, var Grønland.
Frobisher hjembragte fra sin rejse nogle sorte sten. Ved et tilfælde mente man, at de indeholdt guld. Det blev bekræftet ved nøjere undersøgelser, skønt probermesteren i Tower ikke mente det. Nu var det ikke vanskeligt at få oprettet et handelskompagni, som året efter, 1577, udrustede en ny ekspedition, hvis hovedformål var at søge efter guld. Ekspeditionen afsejlede den 26. maj fra Blackwall og kom den 17. juli til Frobisherstrædet. Skibene blev ladede med den formentlige guldmalm og nåede heldigt tilbage til England. Her blev Frobisher modtaget med megen udmærkelse af dronning Elisabeth 1. som opdager af et rigt guldland, hvilket dronningen gav navnet "Meta Incognita". 1578 fik Frobisher kommandoen over en flåde på 15 skibe, til dels regeringens, med hvilke han skulle gå til "Meta Incognita" for derfra at hjembringe guldmalm. Den 31. maj afsejlede flåden fra Harwich, og den 20. juni lykkedes det Frobisher at lande på Grønlands sydkyst. Han tog landet i besiddelse for den engelske krone og kaldte det Vestengland. Den 2. juli fik flåden landet ved Frobisherstrædet i sigte og styrede ind imod det, men på grund af sne og tåge kom Frobisher ind i et stræde, der snart erkendtes ikke at være det rette. Han kaldte det »Mistaken Strait« (i dag kendt som Hudsonstrædet). Frobisher sejlede med en del af skibene omkring 160 sømil ind i det nye stræde. Søen lå da isfri for ham, og han tvivlede ikke på nu at være på den rette vej til Cataya (Kina), men på grund af ekspeditionens hovedformål måtte han vende tilbage til Frobisher Stræde. Flåden kom lykkelig til England i begyndelsen af oktober og medbragte 1300 t af malmen. Da man senere måtte erkende de formentlige guldmalmes værdiløshed (det var svovlkis), endte guldsøgningen i finansielle tab og bitre skuffelser.
Senere blev Frobisher viceadmiral og kæmpede tappert i sit lands tjeneste. Især skal nævnes, at han i kampen 1588 mod den spanske armada havde sit flag hejst i et af marinens største skibe "The Triumph" og tog væsentlig del i hvert af de slag, som førte til splittelsen af armadaen. Han gjorde derved fortrinlig tjeneste og var mellem de få, der i den anledning blev slåede til ridder. Da spanske tropper nogle år senere havde indtaget en stærk stilling i Fort Crozon ved Brest, sendte dronning Elisabeth 1. under Frobishers kommando en flåde til undsætning for Henrik 4. af Frankrig. Under et dristigt stormangreb på fortet, der blev erobret under stort mandefald, fik Frobisher et skud i hoften og døde nogle få dage efter, at han havde bragt flåden tilbage til Plymouth.